# Evangelische Kirche Großen-Buseck

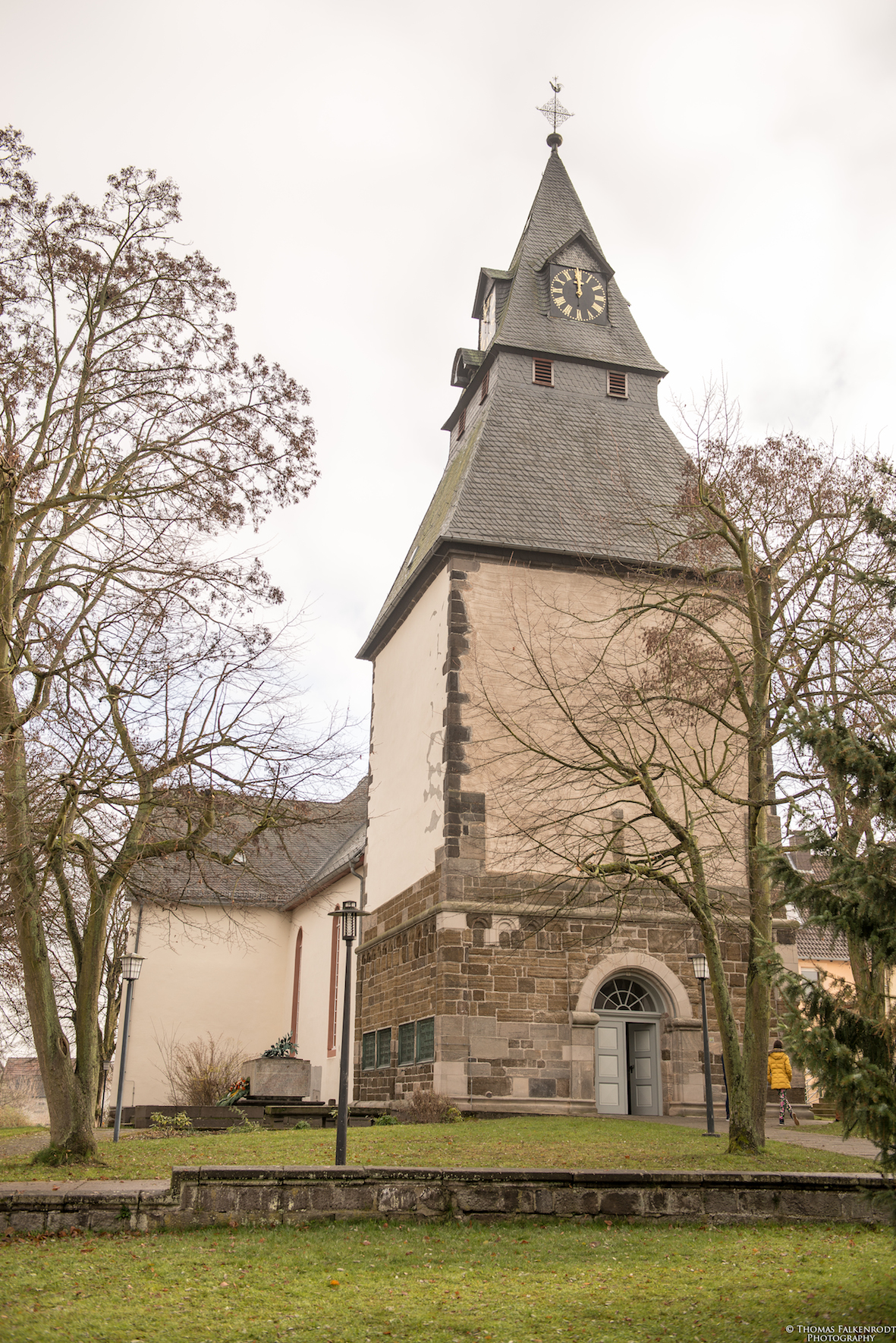
Kirche von Westen

Die Evangelische Kirche in Großen-Buseck, Gemeinde Buseck im Landkreis Gießen in Hessen, ist eine einschiffige romanische Kirche auf unregelmäßig kreuzförmigem Grundriss. Sie wurde um 1200 errichtet und in spätgotischer Zeit umgebaut. Das Dachtragewerk des nördlichen Querhauses stammt aus der Erbauungszeit und ist nach Kloster Schiffenberg (von 1162) wahrscheinlich das älteste im Landkreis. Der gedrungene Westturm hat ein zweistufiges Pyramidendach, der Chor ist als Fünfachtelschluss ausgeführt. Das Gebäude prägt das Ortsbild und ist hessisches Kulturdenkmal.

## Geschichte

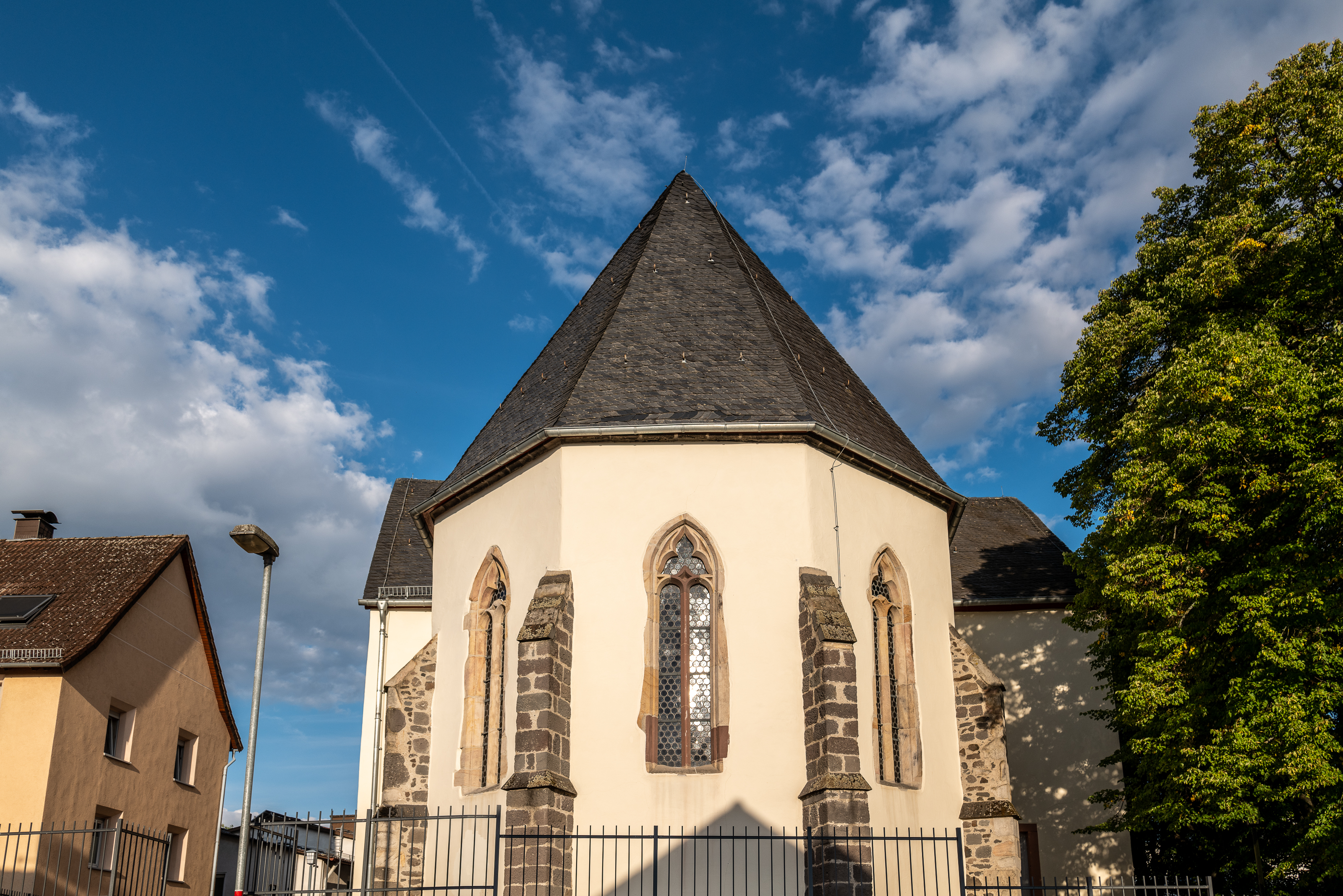
Ostchor mit Strebepfeilern

Für das Jahr 1199 ist in Buseck ein Pleban, für 1210 sind zwei Pfarrer nachgewiesen. Urkundlich wird im Jahr 1259 ein „Dominus Sifridus“ erwähnt. Bis zum Jahr 1505 hatte die Familie von Trohe das Patronat inne, danach die Familie Schutzbar genannt Milchling. Die Großen-Busecker Kirche war die Hauptkirche des Busecker Tals. Sie unterstand dem Patrozinium des heiligen Laurentius und verfügte neben dem Hochaltar über vier weitere Altäre (St. Crucis, Unser Lieben Frauen, St. Johannes und St. Anna). Nachweislich in den Jahren 1303 und 1302 gehörte die Kirche zum Archidiakonat St. Stephan in der Erzdiözese Mainz.
Westturm, Lang- und Querhaus entstanden im 12. Jahrhundert in drei Bauphasen; hierauf weisen die unterschiedlichen Mauerstärken hin. Zu Beginn des 14. Jahrhunderts wurde die ursprüngliche romanische, halbrunde Apsis durch einen polygonalen Chor ersetzt. Das Oberteil des Turmschaftes und das Turmdach wurden in spätgotischer Zeit gebaut und in das Lang- und Querhaus steinerne Kreuzgratgewölbe eingezogen, die außen durch Strebepfeiler abgestützt wurden.
Im Zuge der Reformation wechselte Großen-Buseck zum evangelischen Glaubensbekenntnis. Der Hochaltar mit 22 Heiligenbildern wurde auf landesweite fürstliche Anordnung im Jahr 1724 abgebrochen und bis 1729 im Turm aufbewahrt; nach 1741 ging er verloren. Möglicherweise wurde das Langhausgewölbe 1731 entfernt, da hierfür ein Arbeitsauftrag vorliegt. 1735 folgte eine Innenrenovierung. Als das Langhausdach 1763 einstürzte, zog man eine Flachdecke ein, vergrößerte die Fenster und baute Emporen ein.

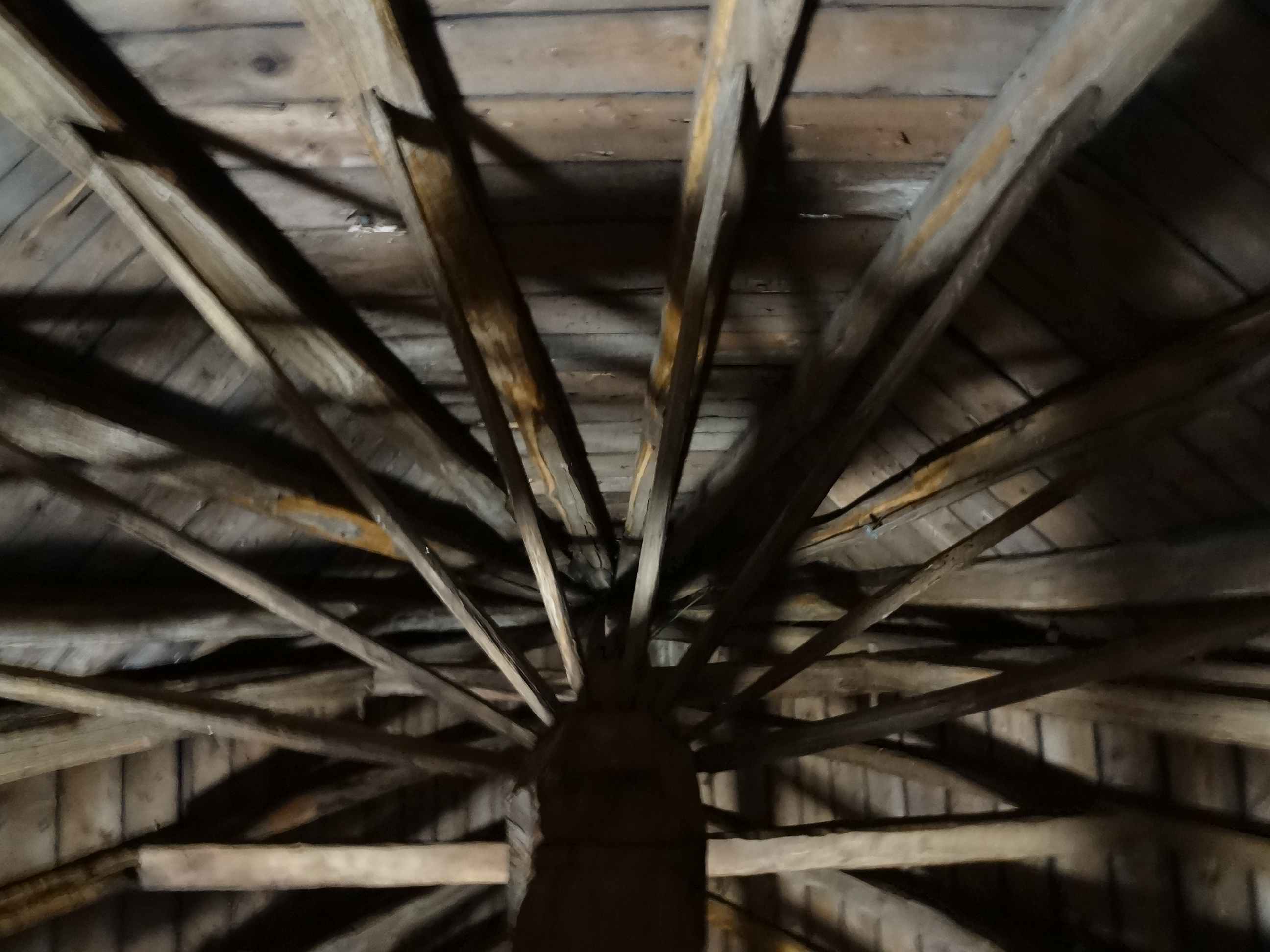
Kaiserstiel zum First im Chor (13./14. Jh.)

Innenrenovierungen folgten 1781, 1837 und 1891. Im Jahr 1890 wurden ein Teil des Fußbodens unter dem Frauengestühl und das Gewölbe über dem Pfarrstand erneuert. Der alte Pfarrstuhl an der Westwand des südlichen Querhauses, der auch als Sakristei diente, wurde entfernt und durch einen neuen ersetzt, den der Großen-Busecker Schreinermeister Balthasar Althaus schuf. Ebenfalls im 19. Jahrhundert wurde der Turmhelm mit Gauben für die Uhren versehen.
Bei der Innenrenovierung in den Jahren 1969 bis 1973 wurden die hölzerne Sakristei und das Pfarrgestühl, das von außen über eine Freitreppe zugänglich war, samt der Außentreppe abgerissen. Dieser Pfarrfamilienstuhl war eine Empore gegenüber der Sakristei mit besonders ausgestatteten Sitzen für die Pfarrersfrau und wurde zuletzt auch von der Baroness Ernestine von Nordeck zur Rabenau genutzt. Ebenfalls wurde das im Jahr 1870 angebaute kleine Balghaus an der Ostseite des Chors für das Windwerk der Orgel abgerissen, das durch das elektrische Gebläse überflüssig geworden war. In Chor und Querhaus wurden zahlreiche Fresken freigelegt.
Dendrochronologische Untersuchungen des Dachwerks haben älteste Teile in der Kehlbalken-Sparren-Konstruktion des Querhauses und im Turm nachgewiesen (um 1200). Das Chordach datiert aus dem 13./14. Jahrhundert, das Langhausdach aus dem 13. und 18. Jahrhundert und das Dachwerk des Turms aus dem 15. Jahrhundert.
Die Kirche gehört zum Dekanat Gießener Land in der Propstei Oberhessen der Evangelischen Kirche in Hessen und Nassau. Sie wird an Sonn- und Feiertagen für Gottesdienste und gelegentlich für Konzerte genutzt. Die Kirchengemeinde umfasst 2771 Mitglieder (Stand: 2022). Schwerpunkte der Kirchengemeinde sind die Arbeit mit Kindern und die Ökumene, die in der örtlichen Zusammenarbeit mit der katholischen Kirchengemeinde St. Marien und in regelmäßigen Taizé-Andachten ihren Ausdruck findet.

## Architektur

Grundriss: Westturm, Lang- und Querhaus aus dem 12. Jh. (blau), Chor aus dem 14. Jh. (lila)

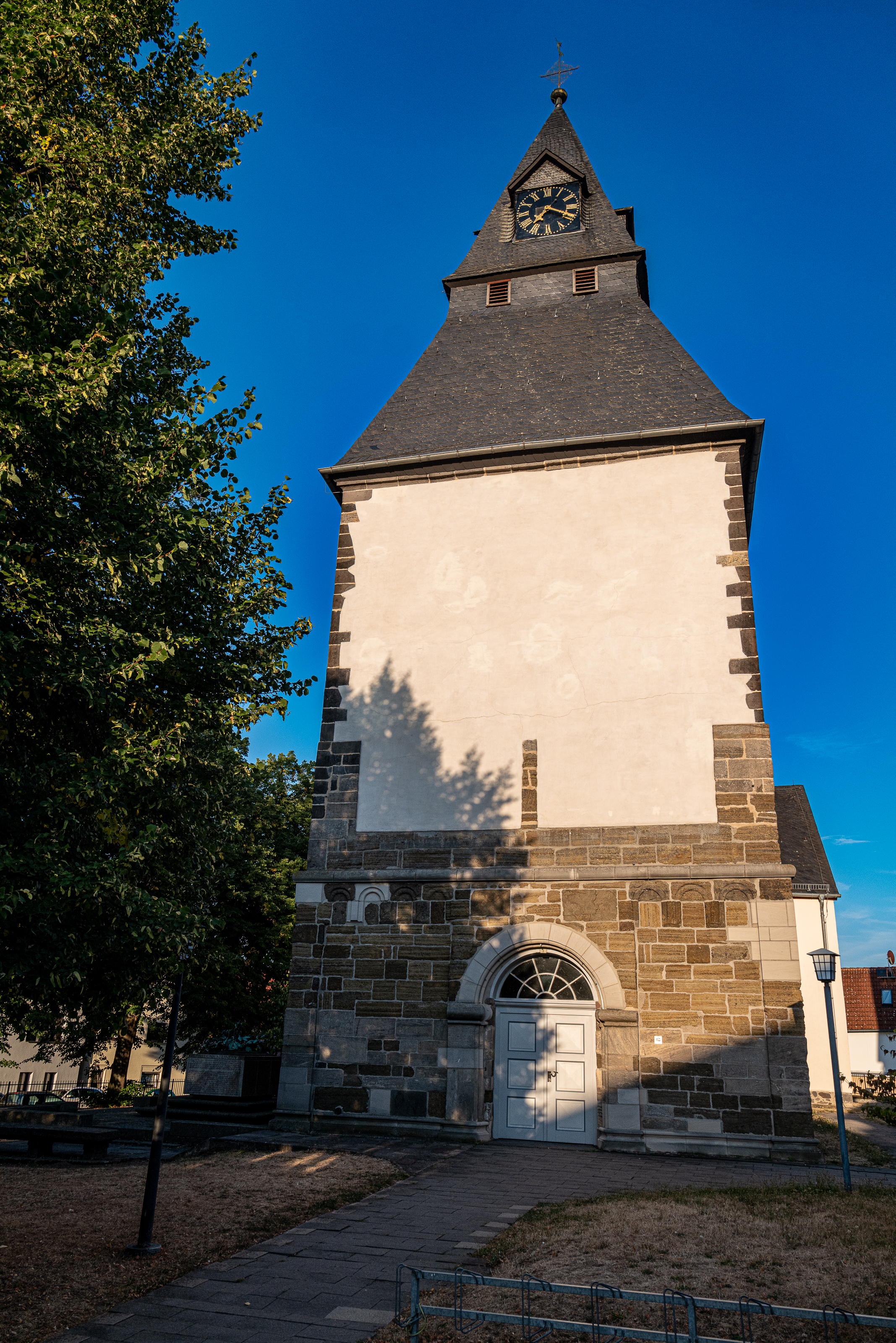
Westportal im romanischen Turm

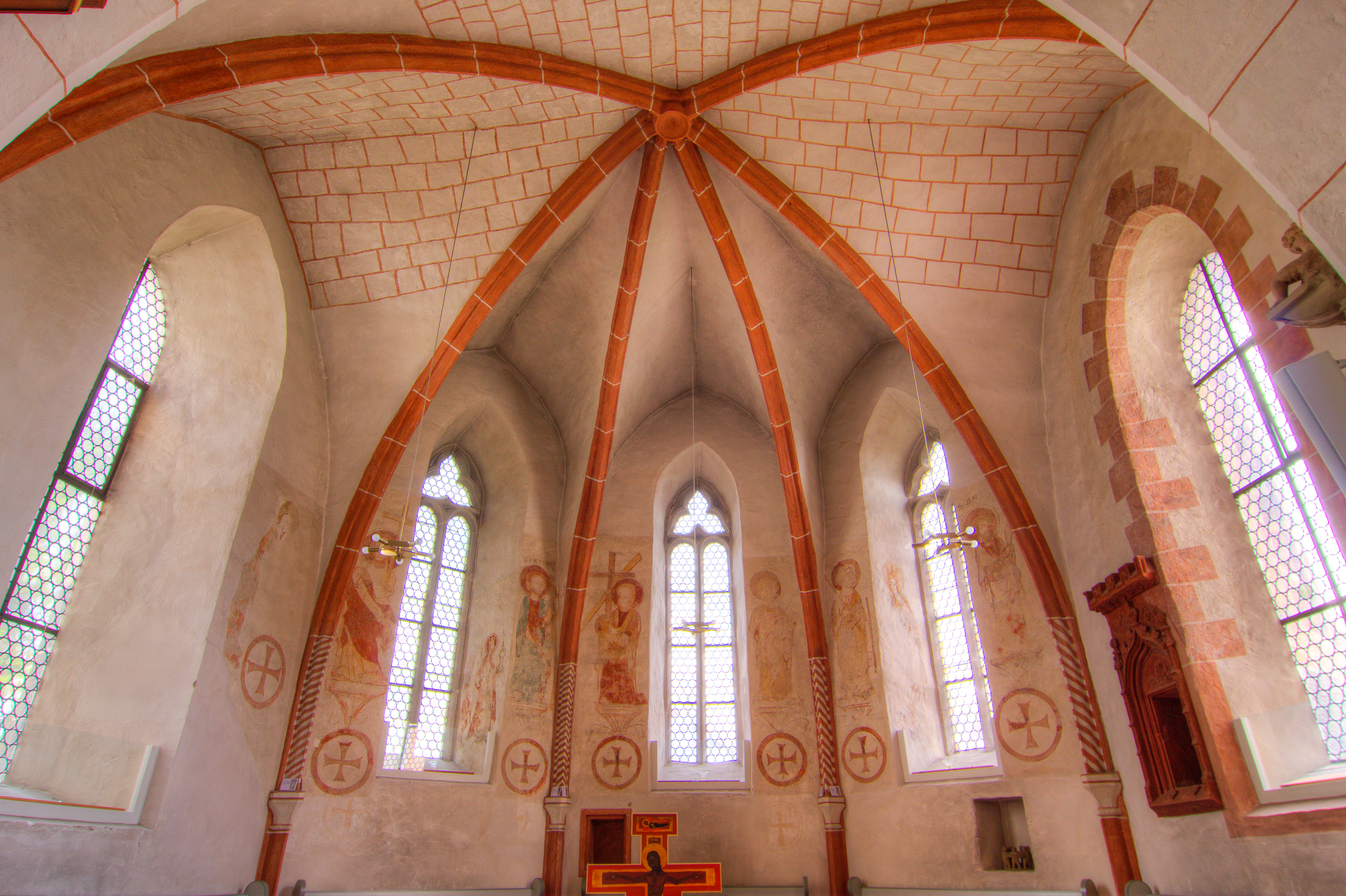
Gotischer Chor

Der einschiffige, geostete Kirchenbau mit Westturm ist auf einer kleinen Erhebung errichtet und erhält durch ein schiefwinklig angeschlossenes Querhaus seine kreuzförmige Gestalt.
Der mächtige Kirchturm auf quadratischem Grundriss besteht im unteren, romanischen Teil aus aufgemauerten Quadern aus hellem Tuffstein und grauem Basaltgestein mit Ecklisenen. Ein umlaufendes Gesims in vier Metern Höhe ist mit einem Rundbogenfries verziert. Das rundbogige, gestufte Westportal führt in eine Vorhalle, die das untere Drittel des Turms einnimmt. Über der Halle mit Kreuzgratgewölbe befindet sich eine Turmkapelle, die wahrscheinlich dem heiligen Michael geweiht war, aber nicht vollständig ausgeführt wurde. An der Ostseite stehen noch zwei Ecksäulen mit grotesken Figuren und Blattwerk auf Kapitellen. Eine 2,40 Meter breite Apsidiole, eine überwölbte Nische an der Ostseite, ist heute zugemauert. Die Kapelle ist über eine mittelalterliche, rundbogige Tür über der Nordempore des Schiffs zugänglich. Die verputzte obere Hälfte des Turmschaftes aus Bruchsteinmauerwerk mit Eckquaderung ist fensterlos und stammt aus gotischer Zeit. Das vierseitige, verschieferte Pyramidendach ist zweistufig und wird in der Mitte durch eine schmale Zone mit je zwei kleinen rechteckigen Schalllöchern unterbrochen. Bekrönt wird das Dach von einem Turmknopf, Kreuz und Wetterhahn, der bereits für das Jahr 1611 nachgewiesen ist.
In gleicher Breite wie der Turm schließt sich das Langhaus an, das von großen rundbogigen Fenstern belichtet wird. An der Südwand ist ein Strebepfeiler erhalten, der auf eine mögliche Einwölbung des Langhauses deutet. Je zwei hohe Rundbogenfenster an den Langseiten belichten den Innenraum. Beide Baukörper werden durch einen Rundbogen mit 1,65 Meter tiefen Laibungen miteinander verbunden. Der Bogen ist mit Rundstäben verziert und bis auf die zweiflügelige Durchgangstür sekundär vermauert.
Ursprünglich war das Querhaus, dessen Mauerwerk aus der Romanik stammt, flachgedeckt; es erhielt jedoch zweimal ein neues Gewölbe. Aus der ersten Einwölbung im 13. Jahrhundert sind die Eckdienste und Basen erhalten. Die zweite Einwölbung steht möglicherweise mit der Errichtung des gotischen Chors in Verbindung. Das unregelmäßige Kreuzrippengewölbe im südlichen Querhaus kann auf eine misslungene Reparaturmaßnahme zurückgeführt werden. Im Norden ist der Schlussstein mit einer Rose belegt, im Süden mit einem bärtigen Christuskopf. Der Schlussstein in der Vierung hat ein Scheitelloch. Die Fenster des Querhauses sind bis auf ein Rosettenfenster spitzbogig; alle haben eine Umrahmung aus buntem Sandstein, der später verputzt wurde. Die Tür in der Ostseite des nördlichen Querschiffs stammt aus dem Jahr 1837. Die gegenüberliegende Tür in der Westwand ist außen vermauert und verputzt; innen ist das spitzbogige, profilierte Gewände zu sehen. Das Fenster in der Nordwand war ursprünglich größer. Das rundbogige Südportal unter dem Rosettenfenster im südlichen Querhaus wurde 1837 als Ersatz für die Eingangstür zur Südempore eingebrochen. Die spitzbogige Nische rechts davon war ursprünglich der Zugang zur Pfarrgestühlempore des Querschiffes.
Der 5/8-Chor aus gotischer Zeit ist auf einem unregelmäßigen Grundriss errichtet. Ein großer Spitzbogen vermittelt von der Vierung zum Chor. Das Chorgewölbe des 14. Jahrhunderts weist Birnstabrippen auf und ruht auf Wanddiensten. Die drei östlichen Chorfenster weisen aus Sandstein gefertigte Maßwerke auf; im nördlichen Chorfenster ist das Maßwerk ausgebrochen. Das südliche Chorfenster ist aus Lungstein kunstvoll mit doppelter Kehle und Rundstäben gefertigt. Alle Chorfenster haben Spitzbögen.

## Ausstattung

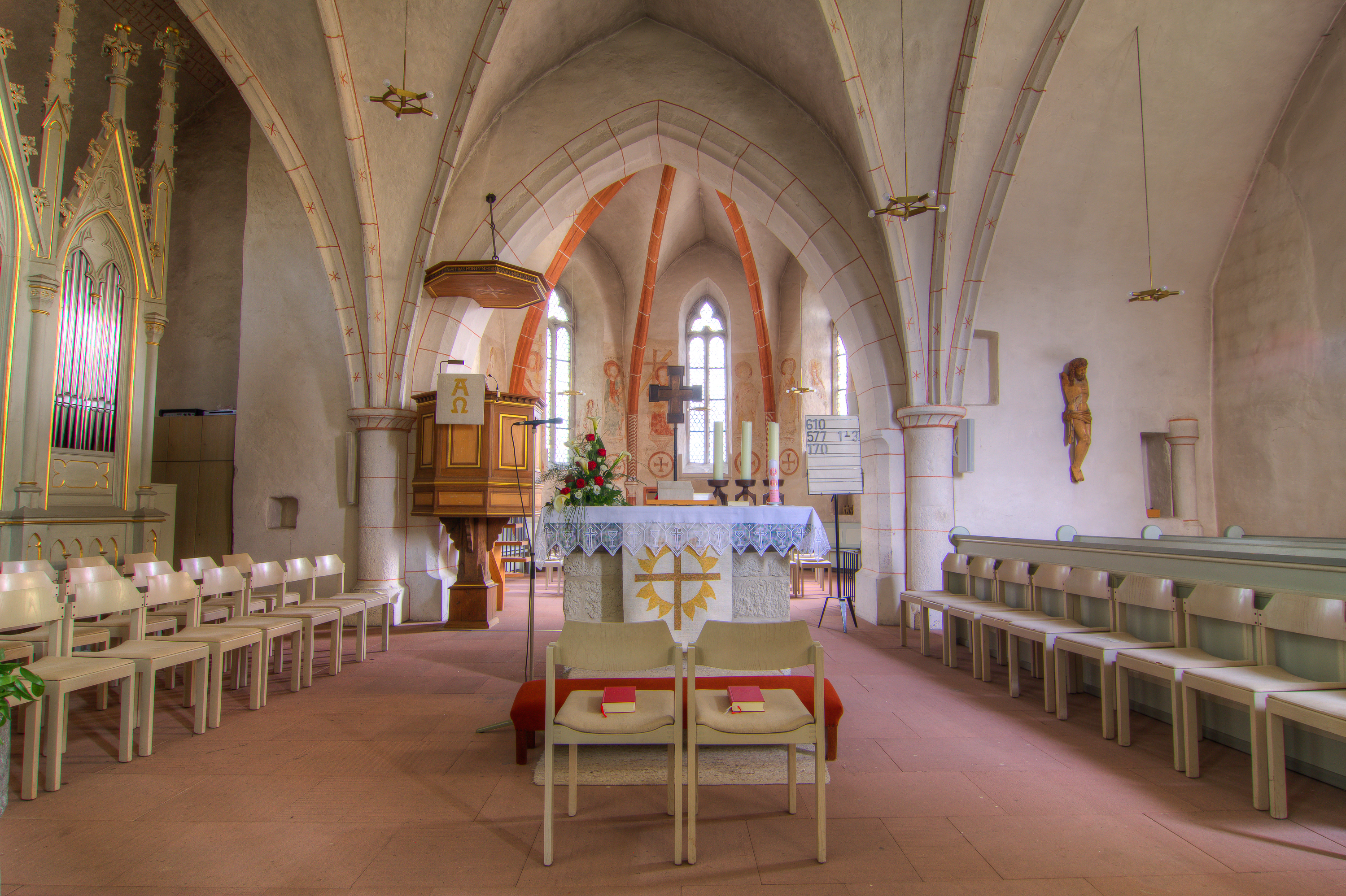
Blick in die Vierung

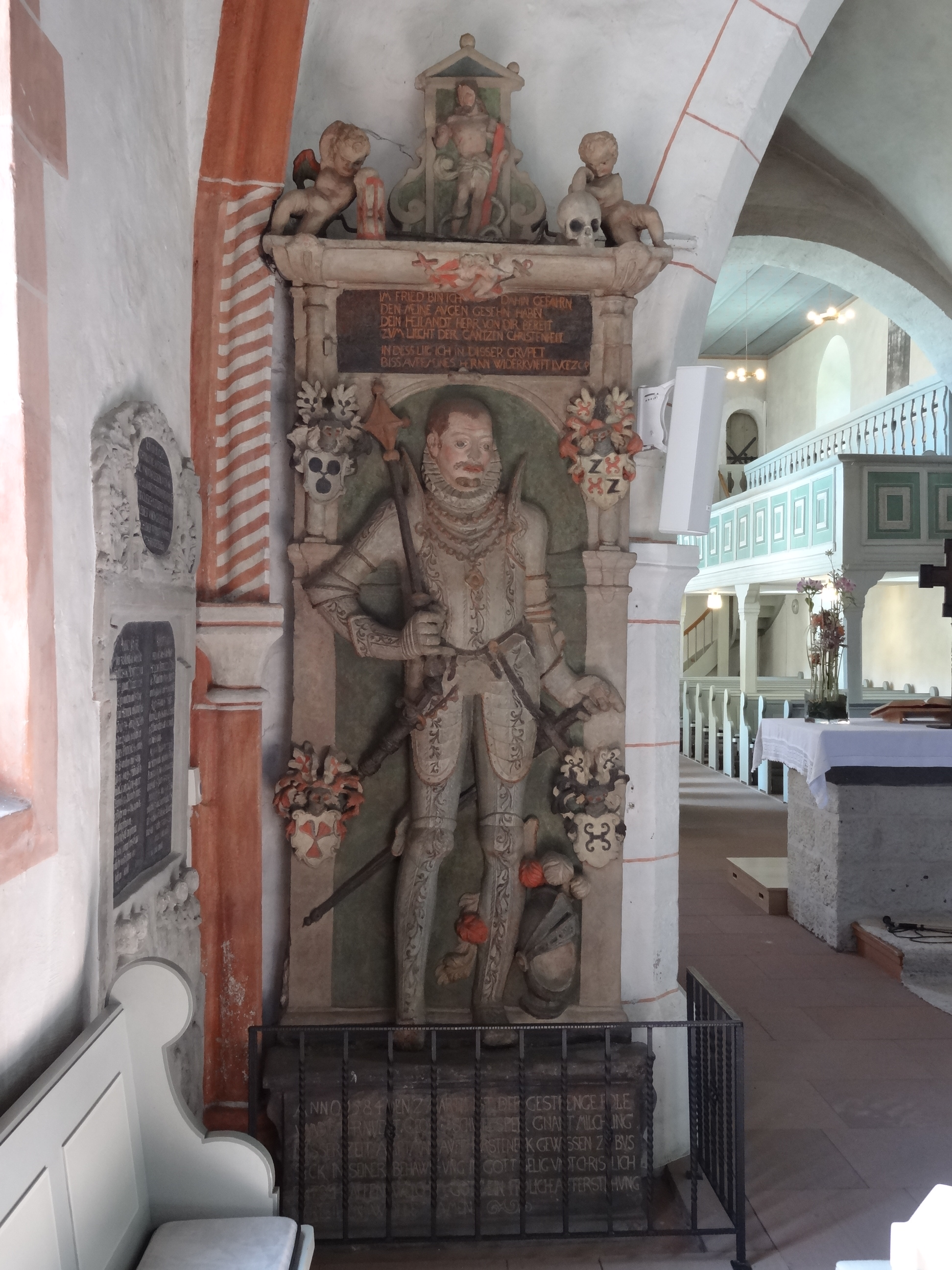
Epitaph für Ritter Georg Schutzbar genannt Milchling († 1584)

Das Langhaus wird von einer hölzernen Flachdecke abgeschlossen. Der blaue Anstrich mit Sternen orientiert sich an der ersten Farbfassung. An der Nordwand des Querhauses zeigt ein romanisches Fresko den heiligen Martin, der seinen Mantel teilt. Das Wappen mit drei Beilen gehört der Familie von Elkershausen, das mit den drei Seerosen- oder Kleeblättern der Familie von Trohe. Im Chor sind Reste der mittelalterlichen Bemalung erhalten und acht Apostel und zwei Frauenfiguren (die heilige Barbara und wahrscheinlich die heilige Katharina) zu sehen, die über Weihekreuzen stehen.
Die dreiseitig umlaufende, hölzerne Langhaus-Empore wurde im 18. Jahrhundert eingebaut. Sie ruht auf viereckigen Holzpfosten, hat profilierte Füllungen in der Brüstung und wird durch zwei Treppen an der Westwand des Langschiffs erschlossen.
Ein großes romanisches Taufbecken (1,12 Meter Durchmesser) mit Wickelstab steht heute wieder im Querschiff, ein kleiner gotischer Taufstein (0,54–0,57 Meter Durchmesser) mit einem breiten Blätterfries ist in der Turmhalle aufgestellt. Aus romanischer Zeit datiert die Altarplatte aus Basaltlava mit schräger Unterkante; die Aufmauerung des Altarblocks stammt aus jüngerer Zeit. An der Südseite des Chors befindet sich eine Sakramentsnische (0,80 Meter breit 1,50 Meter hoch) aus dem Ende des 15. Jahrhunderts unter einem gestuften Kielbogen. Möglicherweise wurde sie nachträglich hierher verlegt. Sie ist reich verziert und mit den Wappen der Familien von Buseck und Trohe versehen.
An der westlichen Chorwand ist das 3,50 Meter hohe und 1,05 Meter breite steinerne Grabdenkmal für den 1584 verstorbenen Georg Schutzbar genannt Milchling aufgestellt. Es zeigt den Ritter in seiner vollen Rüstung in einem Rundbogenfeld, das von zwei Pilastern mit Halbsäulen und vier Wappen flankiert wird. Den oberen Abschluss bilden eine Inschriftentafel und ein Gesims mit zwei Putten und dem auferstandenen Christus. An der Südwand des Chors steht ein 2,18 Meter hohes und 0,99 Meter breites Epitaph für die sieben in den Pestjahren 1627 bis 1635 als Kinder gestorbenen Geschwister der Familie Buseck genannt Münch.
Die polygonale, hölzerne Kanzel am nordöstlichen Vierungspfeiler ist mit dem Jahr 1605 bezeichnet. Sie steht auf einem viereckigen Fuß, hat Füllungen in den Kanzelfeldern und wird von einem Schalldeckel mit Intarsien abgeschlossen. Der Schalldeckel ist mit einer Inschrift aus Ps 51,17  versehen. An der Ostwand des südlichen Querschiffs hängt eine Christusfigur ohne Arme aus der zweiten Hälfte des 16. Jahrhunderts.
Vor der Nordseite des Langhauses ist ein Steinkreuz aus spätmittelalterlicher Zeit aufgestellt. Das angewitterte Kreuz aus Basaltlava mit Fase ist 0,72 Meter hoch, 0,70 Meter breit und 0,20 Meter tief. Das leicht ovale Kreisfeld im Zentrum könnte einen Brotlaib darstellen und auf die Bäckerzunft hinweisen.

## Orgel

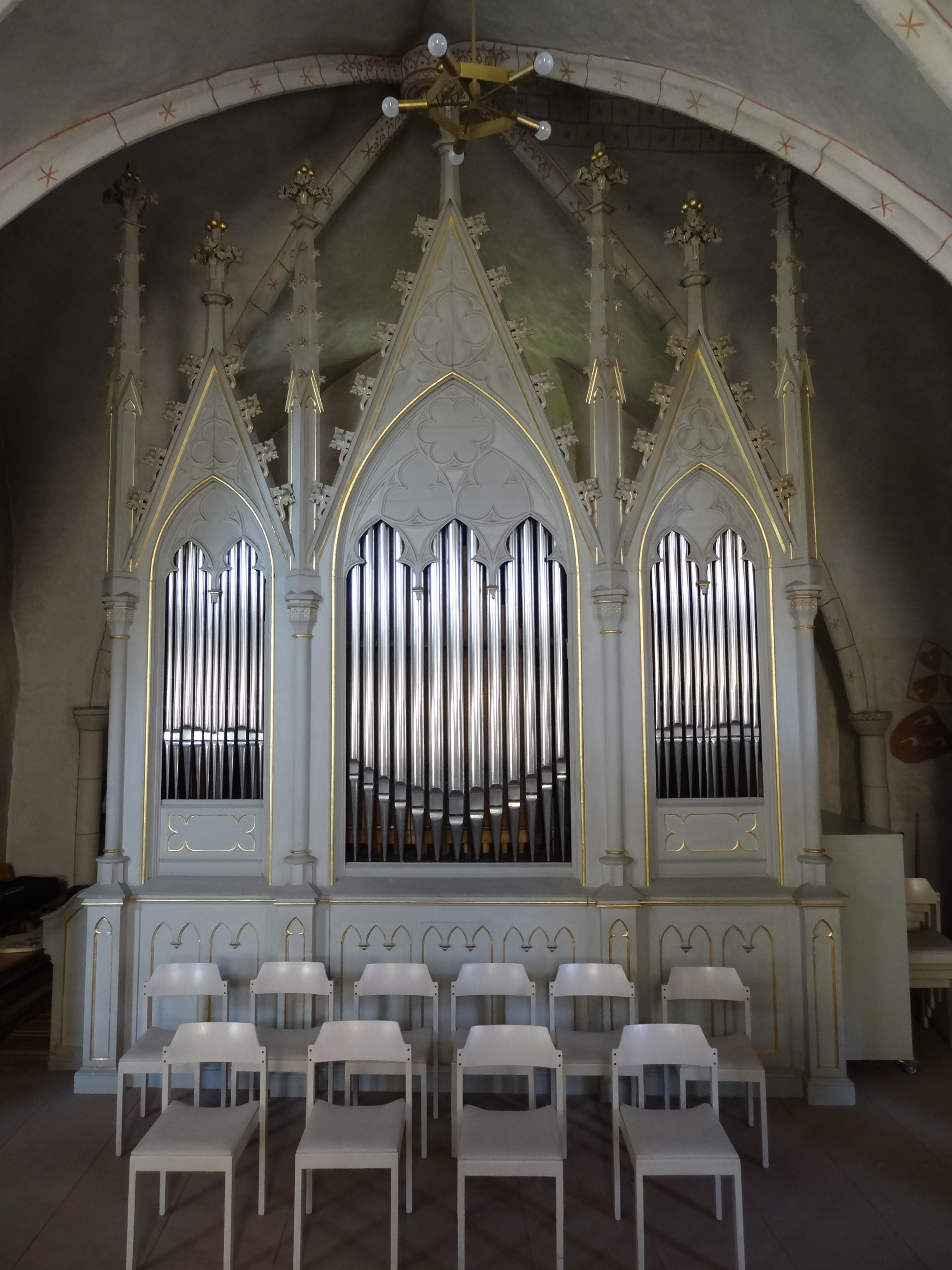
Förster-Orgel von 1870

Der Kirchenkasten gab 1659 Gelder zur Anschaffung einer neuen Orgel; in den Folgejahren zahlte der Kirchenkasten einem Organisten fast jährlich Lohn. Diese erste Orgel wurde 1753 durch ein neues Instrument ersetzt, das auf der Empore im nördlichen Querschiff aufgestellt wurde. Der Orgelbauer ist unbekannt. Ein Inventarium von 1806 nennt einen Orgelstand im Chor und eine Orgel mit 24 Registern. Bei der Innenrenovierung 1837 wurde das Instrument mehr zur Mitte hin versetzt.
Johann Georg Förster erhielt 1866 den Auftrag für einen Orgelneubau, der nach dem Kontrakt spätestens im August 1868 fertiggestellt werden sollte. Förster begann aber erst im Mai 1870 mit der Aufstellung der heutigen Orgel (Opus 30), die am 26. Juni 1870 abgenommen wurde und 4000 Gulden kostete. An den Chor wurde ein Balghaus für die Windversorgung angebaut. Der neugotische Prospekt ist dreiteilig, mit Spitzgiebeln, Fialen und Kreuzblumen. Eine Besonderheit unter den Registern stellt die Physharmonika dar. Im Zuge von Reparaturverträgen in den Jahren 1888 und 1892 veränderte Förster die Disposition leicht. Im Jahr 1917 musste der zinnerne Prinzipal 8′ aus dem Prospekt an die Rüstungsindustrie abgeliefert werden und wurde 1920 durch Zinkpfeifen ersetzt. Auch die Trompete 8′ ging verloren. 1936 wurde ein elektrisches Gebläse angeschlossen und 1955 eine Überholung der Orgel durchgeführt. Im Jahr 1974 folgte eine Rekonstruktion der beiden verlorenen Register durch Förster & Nicolaus Orgelbau, nachdem sie die Orgel in den Jahren 1969 bis 1973 ins nördliche Querschiff umgesetzt hatten. Ansonsten ist das Instrument einschließlich der seltenen Physharmonika original erhalten. Die Disposition lautet wie folgt:
| I Hauptwerk C–f3 |     |
| Quintatön        | 16′ |
| Principal        | 8′  |
| Bourdun          | 8′  |
| Hohlflöte        | 8′  |
| Viola da Gamba   | 8′  |
| Octave           | 4′  |
| Flauto Dolce     | 4′  |
| Octave           | 2′  |
| Cornettino IV    | 3′  |
| Trompete         | 8′  |

| II Positiv C–f3 |    |
| Stillgedackt    | 8′ |
| Flauto Amabile  | 8′ |
| Dolce           | 8′ |
| Gemshorn        | 4′ |
| Flauto Gedackt  | 4′ |
| Physharmonika   | 8′ |

| Pedal C–d1   |     |
| Prinzipalbaß | 16′ |
| Subbaß       | 16′ |
| Violoncello  | 8′  |
| Posaune      | 16′ |

- Koppeln: I/P
- Spielhilfe: Forte-Tritt

## Glocken

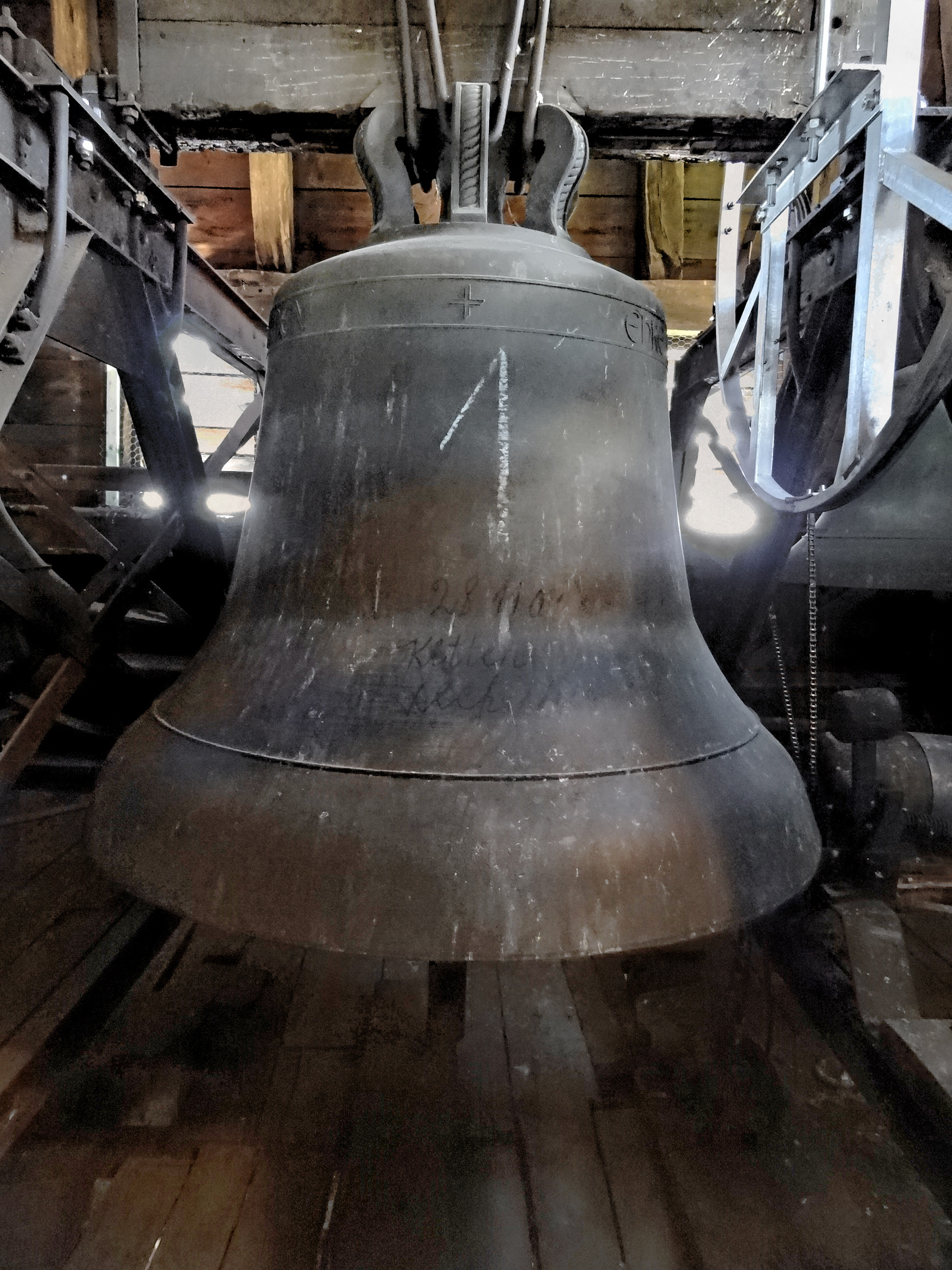
Große Friedensglocke von 1950

Drei Glocken von 1712, 1833 und 1836 von der Glockengießerei Otto aus Gießen mussten 1917 für Rüstungszwecke abgeliefert werden. Nur die kleine Schulglocke von 1854 blieb erhalten. Die Gemeinde schaffte 1920/1921 vier neue Glocken von den Gebrüdern Schilling aus Apolda an. Wahrscheinlich wurde in diesem Zuge auch die kleine Glocke umgegossen. Die vier großen Glocken wurden 1942 wiederum für Kriegszwecke abgegeben und 1950 durch neue von Rincker ersetzt. Die Kirche besitzt heute ein Fünfergeläut auf dem Wachet-auf-Motiv.
| Nr. | Gussjahr | Name                     | Masse (kg) | Schlagton (HT-1/16) | Inschrift |
| 1   | 1950     | Friedensglocke           | 1.082      | e1                  | „EHRE SEI GOTT IN DER HOEHE UND FRIEDEN AUF ERDEN IM 750. JAHR DER GRUNDSTEINLEGUNG UNSERER KIRCHE GEGOSSEN A. D. FUER DIE EVANG: KIRCHE GROSSEN - BUSECK VON GEBR. RINCKER IN SINN NR. 5549“ |
| 2   | 1950     | Glaubensglocke           | 545        | gis1                | „EIN FESTE BURG IST UNSER GOTT GEGOSSEN A. D. FUER DIE EVANG: KIRCHE GROSSEN - BUSECK VON GEBR. RINCKER IN SINN NR. 5550“                                                                     |
| 3   | 1950     | Gedächtnisglocke         | 319        | h2                  | „UNSEREN GEFALLENEN. SEI GETREU BIS AN DEN TOD SO WILL ICH DIR DIE KRONE DES LEBENS GEBEN GEGOSSEN A. D. FUER DIE EVANG: KIRCHE GROSSEN - BUSECK VON GEBR. RINCKER IN SINN NR. 5551“          |
| 4   | 1950     | Bußglocke                | 226        | cis2                | „O LAND LAND LAND. HOERE DES HERRN WORT GEGOSSEN A. D. FUER DIE EVANG: KIRCHE GROSSEN - BUSECK VON GEBR. RINCKER IN SINN NR. 5551A“                                                           |
| 5   | 1921     | Schul- oder Sterbeglocke | 127        | e2                  | „ALLE MENSCHEN MUESSEN STERBEN“ |